# Копнена Провинција (Tierra Firme)
Копнена Провинција (шп. Provincia de Tierra Firme, енгл. Spanish Main), шпанска колонија формирана у раним данима колонизације Америке, почетком 16. века. Обухватала је јужни део Средње Америке и северни део Јужне Америке. Названа је је именом Копно (шп. Tierra Firme) како би се разликовала од оближњих острвских колонија Шпанске Западне Индије. Енглези су ово подручје назвали Шпанско Копно (енгл. Spanish Main).

## Историја
Први гувернер ове провинције био је Педро Аријес де Авила.